# Siergiej Żupachin
Siergiej Gieorgijewicz Żupachin (ros. Сергей Георгиевич Жупахин, ur. 1888 we wsi Kołonki w guberni moskiewskiej, zm. 22 czerwca 1940) – funkcjonariusz radzieckich służb specjalnych, major bezpieczeństwa państwowego, szef Zarządu NKWD obwodu wołogodzkiego (1937-1938).

## Życiorys
Skończył szkołę podstawową i dwie klasy czteroklasowej szkoły miejskiej, pracował m.in. na budowie kolei Piotrogród-Wołchow i innych kolei północnego zachodu Rosji, od 1919 członek RKP(b), 1919 przewodniczący powiatowego biura związków zawodowych w Czembarze (obecnie Bielinski), 1919-1920 przewodniczący czembarskiego powiatowego komitetu RKP(b). W 1920 instruktor odpowiedzialny przy Specjalnym Pełnomocniku Rady Pracy i Obrony RFSRR Sektora Północnego, 1921 komisarz Zarządu Budownictwa Linii Kolejowych Obwodu Północno-Zachodniego, komisarz Wydziału Technicznego Wydziału Okręgu Dróg i Służby Drogowej Kolei Północno-Zachodnich, szef Służby Administracyjnej Kolei Północno-Zachodnich. Do października 1922 szef Sekretariatu Politycznego Kolei Północno-Zachodnich, od października 1922 funkcjonariusz GPU, od listopada 1926 do czerwca 1928 pomocnik szefa Wydziału Tajnego, szef Oddziału I Wydziału Tajnego Zarządu Tajno-Operacyjnego Pełnomocnego Przedstawicielstwa OGPU Leningradzkiego Okręgu Wojskowego, od 15 maja 1927 do 15 grudnia 1929 szef Wydziału Tajnego Zarządu Tajno-Operacyjnego PP OGPU Leningradzkiego Okręgu Wojskowego. Od czerwca do grudnia 1929 pomocnik szefa Zarządu Tajno-Operacyjnego PP OGPU Leningradzkiego Okręgu Wojskowego, od 15 grudnia 1929 do 14 grudnia 1930 zastępca szefa tego zarządu, od 14 grudnia 1930 do 11 grudnia 1931 szef Zarządu Ekonomicznego, następnie Wydziału Ekonomicznego PP OGPU Leningradzkiego Okręgu Wojskowego, od 10 grudnia 1932 do 5 stycznia 1934 szef Wydziału Tajno-Politycznego PP OGPU Kraju Północnokaukskiego. Od 5 stycznia do 7 października 1934 szef Wydziału Tajno-Politycznego PP OGPU/Zarządu Bezpieczeństwa Państwowego (UGB) Zarządu NKWD Kraju Azowsko-Czarnomorskiego, od października 1934 do kwietnia 1937 szef Zarządu Milicji Robotniczo-Chłopskiej Zarządu NKWD obwodu leningradzkiego, od 11 lipca 1936 inspektor milicji, od stycznia 1935 do kwietnia 1937 pomocnik szefa Zarządu NKWD obwodu leningradzkiego ds. milicji. Od 5 kwietnia do 11 lipca 1937 pomocnik szefa Wydziału 2 Głównego Zarządu Bezpieczeństwa Państwowego, 29 kwietnia 1937 mianowany majorem bezpieczeństwa państwowego, od 11 lipca do 28 września 1937 zastępca szefa Wydziału 2 Głównego Zarządu Bezpieczeństwa Państwowego, od 28 września 1937 do 14 grudnia 1938 szef Zarządu NKWD obwodu wołogodzkiego. Deputowany do Rady Najwyższej RFSRR 1 kadencji.
14 grudnia 1938 aresztowany, 16 maja 1940 skazany na śmierć przez Wojskowe Kolegium Sądu Najwyższego ZSRR, następnie rozstrzelany. Nie został zrehabilitowany.

## Odznaczenia
- Order Czerwonej Gwiazdy (22 czerwca 1937)
- Odznaka "Honorowy Funkcjonariusz Czeki/GPU (V)"
- Odznaka "Honorowy Funkcjonariusz Czeki/GPU (XV)" (20 grudnia 1932)
- Odznaka "Honorowy Funkcjonariusz Milicji Robotniczo-Chłopskiej" (20 marca 1936)